# Massányi Ödön

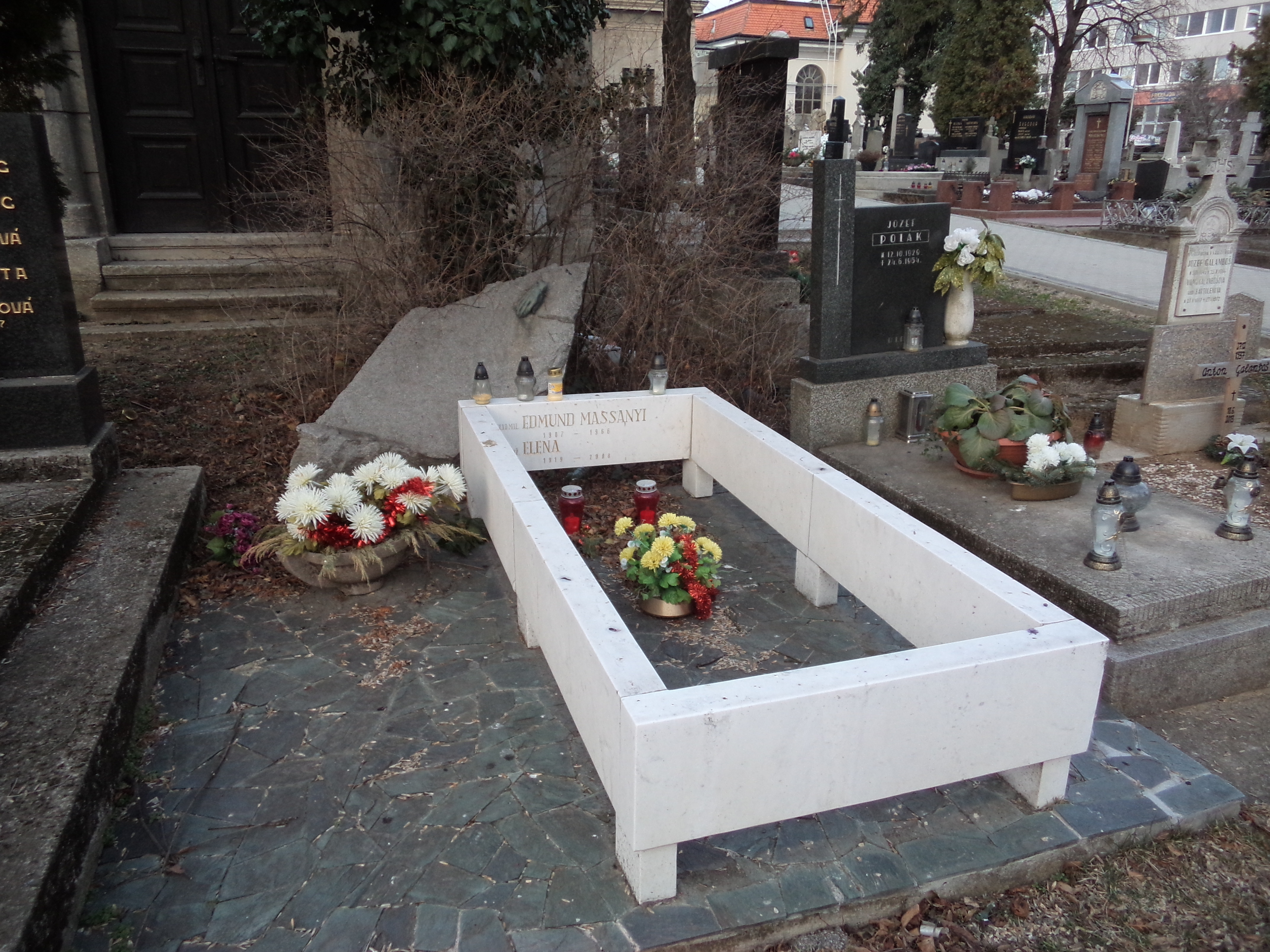
Sírja Nyitrán

Massányi Ödön (Nyitra, 1907. január 15. – Nyitra, 1966. november 29.) festő, könyvillusztrátor, rövid ideig a Szlovák Nemzeti Színháznak is dolgozott.

## Élete
A babindáli születésű Massányi Ágost (1870-1953) cukrász, majd postahivatalnok és Cserveny Mária (1879-1917) első közös gyermekeként született Nyitrán, ahol a Rév utcában (szlovákul Rivá, ma Sládkovič) lakott gyerekkorában. Idősebb féltestvére, Árpád (1900) a Tanácsköztársaság alatt Magyarországra ment; további sorsa nem ismeretes.
A Nyitrai Piarista Gimnáziumban kezdte középiskolai tanulmányait. Prágában, Nyitrán, Bécsben, Münchenben és Hatkócon tanult festészetet, restaurálást, illusztrációkészítést. 1930-1932 között a Szlovák Nemzeti Színház művésze, majd szabadúszó. A pozsonyi Műemlékvédelmi Hivatal munkatársa lett, tökéletesen ismerte és használta a freskófestészet technikáit. Templomok freskóit festette, illetve restaurálta, jeles személyiségek portréit festette meg, folyóiratok és könyvek illusztrációit, plakátokat készített. Művei a pozsonyi Szlovák Nemzeti Galéria, a Nyitrai Galéria kiállításain és raktáraiban, ezen kívül Bajmócon is megtalálhatóak.

## Művei

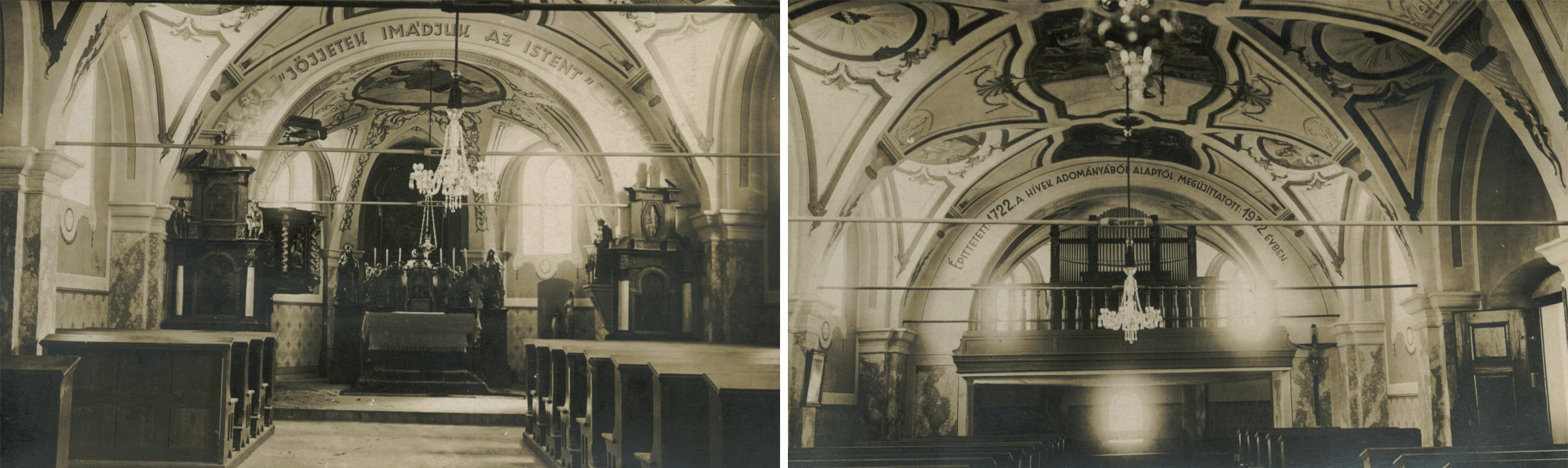
Nemespann, 1932.

- Templomfreskók: Alsókubin, Árdánfalva, Assakürt, Besztercebányai Thurzó ház freskóinak restaurálása, Bresztovány, Bossány, Csabb, Csallóközcsütörtök, Csejkő, Csejte, Cseterőc, Erzsébetkápolna, Felsőhelbény, Felsőleszéte, Fenyves, Frivald, Galgóc, Garamszentkereszt, Garamszőlős, Gidrafa, Halmos, Hegyesmajtény, Hidaskürt, Holics, Kocskóc, Korompa, Kőhídgyarmat, Könyök, Kukló, Lakács, Lapás, Mitta, Nagysurány, Nagytapolcsány, Nemespann, Nyitra Baptistérium, Kálvária és Szent László piarista templom, Nyitrakoros, Nyitraörmény (nem maradt fenn), Pográny, Pöstyén, Rózsahegy, Páld, (Slatina), Somorja, Szomolány, Trsztena, Udvarnok, Újbánya, Üreg, Ürmény, Vágbeszterce, Vedrőd, Verebély, Vinna, Vittenc, Zólyomlipcse stb.
- Válogatás a festményeiből: Apa, Crikvenicai vásár, Felesége Elena portréja, Pierot, Rozália a zsérei cigánylány, Tér Nyitrán, Úton
- Kiállításai: 1933 Nyitra, 1937 Algír és Orán (Algéria), 1964 Nyitra
- Illusztrációja látható például Ján Mrva 1933-as könyvének borítóján is